# Gran Premio di Albi 1953
Il Gran Premio di Albi 1953 è stata una gara extra-campionato di Formula 1 tenutasi il  31 maggio, 1953 ad Albi, in Francia. 
La corsa prevedeva due batterie qualificatorie di 10 giri, una per vettura di Formula 2 e l'altra per vettura di Formula 1, i primi sei classificati di ciascuna batteria si qualificavano per la finale, da disputarsi su un totale di 18 giri. La competizione è stata vinta dal francese Louis Rosier su Ferrari 375.

## Qualifiche

### Risultati
| Fila     | Pos | Pilota             | Vettura       | Tempo  |
| -------- | --- | ------------------ | ------------- | ------ |
| I fila   | 1°  | Élie Bayol         | Osca          | 3:08.8 |
|          | 2°  | Harry Schell       | Simca-Gordini | 3:11.3 |
|          | 3°  | Louis Rosier       | Ferrari       | 3:11.9 |
| II fila  | 4°  | Roberto Mieres     | Simca-Gordini | 3:13.4 |
|          | 5°  | Peter Whitehead    | Cooper        | 3:16.2 |
| III fila | 6°  | Tom Cole           | Cooper        | 3:19.1 |
|          | 7°  | Johnny Claes       | Connaught     | 3:21.7 |
|          | 8°  | Charles de Tornaco | Ferrari       | 3:22.2 |
| IV fila  | 9°  | John Lyons         | Connaught     | 3:24.1 |

| Fila     | Pos | Pilota                | Vettura       | Tempo       |
| -------- | --- | --------------------- | ------------- | ----------- |
| I fila   | 1°  | Juan Manuel Fangio    | BRM           | 2:52.5      |
|          | 2°  | Alberto Ascari        | Ferrari       | 2:55.4      |
|          | 3°  | José Froilán González | BRM           | 2:58.9      |
| II fila  | 4°  | Ken Wharton           | BRM           | 2:59.0      |
|          | 5°  | Giuseppe Farina       | Ferrari       | 3:05.2      |
| III fila | 6°  | Maurice Trintignant   | Simca-Gordini | 3:05.7      |
|          | 7°  | Yves Giraud-Cabantous | Talbot-Lago   | 3:14.6      |
|          | 8°  | Duncan Hamilton       | Talbot-Lago   | 3:31.1      |
| IV fila  | 9°  | Giovanni de Riu       | Maserati      | senza tempo |
|          | 10° | Louis Rosier          | Ferrari       | senza tempo |

## Gara

### Resoconto
Il Gran Premio di Albi del 1953 fu una delle poche gare della stagione a prevedere l'iscrizione di macchine da Formula 1. Le inglesi BRM dominarono le prove piazzando tre macchine ai primi quattro posti nella qualifica della batteria a loro riservata e qualificando tutte e tre le vetture schierate per la successiva finale. I proverbiali problemi di affidabilità che tormentarono il modello inglese si ripresentarono però al momento decisivo con Juan Manuel Fangio costretto al ritiro per un problema ai freni a metà corsa mentre era al comando, Ken Wharton sbalzato fuori dalla vettura in un terribile incidente fortunatamente senza gravi conseguenze  e José Froilán González rallentato da un eccessivo consumo degli pneumatici. La corsa fu quindi vinta dall'unica Ferrari rimasta in gara, quella di Rosier, dopo che i piloti di punta Alberto Ascari e Giuseppe Farina erano stati eliminati in batteria per dei guasti alle loro vetture.

### Risultati

#### Finale
| Pos | Nr | Pilota                | Vettura           | Giro | Tempo/Ritiro |
| --- | -- | --------------------- | ----------------- | ---- | ------------ |
| 1   | 5  | Louis Rosier          | Ferrari 375       | 18   | 56:36.8      |
| 2   | 11 | José Froilán González | BRM 15            | 18   | + 31.0       |
| 3   | 15 | Maurice Trintignant   | Simca-Gordini T16 | 18   | + 1:53.8     |
| 4   | 6  | Roberto Mieres        | Simca-Gordini T16 | 17   | + 1 giro     |
| 5   | 10 | Peter Whitehead       | Cooper-Alta T24   | 17   | + 1 giro     |
| 6   | 14 | Johnny Claes          | Connaught Tipo A  | 17   | + 1 giro     |
| 7   | 12 | Tom Cole              | Talbot-Lago T26C  | ?    | ?            |
| Rit | 16 | Charles de Tornaco    | Ferrari-500       | 11   | Motore       |
| Rit | 9  | Ken Wharton           | BRM 15            | 11   | Incidente    |
| Rit |    | Pierre Levegh         | BRM 15            | 7    | Freni        |
| Rit | 17 | Yves Giraud-Cabantous | Talbot-Lago T26C  | 9    | Guasto       |
| Rit | 8  | Élie Bayol            | Osca 20           | 2    | Frizione     |

- Giro più veloce: Ken Wharton - 2:58.9

#### Batterie
Nota: I piloti in grassetto sono qualificati per la finale
| Pos | Pilota             | Vettura       | Giri | Tempo/Ritiro |
| --- | ------------------ | ------------- | ---- | ------------ |
| 1   | Louis Rosier       | Ferrari       | 10   | 33:41.4      |
| 2   | Élie Bayol         | Osca          | 10   | + 24.5       |
| 3   | Peter Whitehead    | Cooper        | 10   | + 52.7       |
| 4   | Roberto Mieres     | Simca-Gordini | 10   | + 54.0       |
| 5   | Tom Cole           | Cooper        | 10   | + 1:31.2     |
| 6   | Charles de Tornaco | Ferrari       | 10   | + 2:26.3     |
| 7   | Johnny Claes       | Connaught     | 10   | + 3:00.4     |
| 8   | John Lyons         | Connaught     | 10   | + 3:12.1     |
| Rit | Harry Schell       | Simca-Gordini | 8    | Candele      |
| NA  | Rodney Nuckey      | Cooper        |      |              |

| Pos | Pilota                | Vettura       | Giri | Tempo/Ritiro. |
| --- | --------------------- | ------------- | ---- | ------------- |
| 1   | Juan Manuel Fangio    | BRM           | 10   | 29:57.8       |
| 2   | Ken Wharton           | BRM           | 10   | + 1:11.5      |
| 3   | Louis Rosier          | Ferrari       | 10   | + 2:06.6      |
| 4   | Maurice Trintignant   | Simca-Gordini | 10   | + 2:10.5      |
| 5   | José Froilán González | BRM           | 10   | + 2:52.5      |
| 6   | Yves Giraud-Cabantous | Talbot-Lago   | 9    | + 1 giro      |
| 7   | Giovanni de Riu       | Maserati      | 9    | + 1 giro      |
| Rit | Duncan Hamilton       | Talbot-Lago   | 8    | Cambio        |
| Rit | Giuseppe Farina       | Ferrari       | 5    | Motore        |
| Rit | Alberto Ascari        | Ferrari       | 3    | Cambio        |

Nota: Jonny Claes fu ripescato in quanto Rosier si qualificò per la finale anche nella batteria di Formula 1